# Hipólito Rafael Mariani
Hipólito Rafael Mariani (Quemú Quemú, provincia de La Pampa; 30 de enero de 1926), militar argentino, perteneciente a la Fuerza Aérea, que alcanzó el rango de brigadier mayor y participó de la dictadura autodenominada «Proceso de Reorganización Nacional». Y en junio de 1955, como Tte. primero, ejecutó acciones terroristas ametrallando población inerme e inocente, en Plaza de Mayo, con su Gloster Meteor.

## Biografía
Nació en Quemú Quemú, provincia de La Pampa, el 30 de enero de 1926.
Con el rango de teniente primero, participó del Bombardeo de la Plaza de Mayo el 16 de junio de 1955; sufrió una herida.
Fue jefe de Operaciones del Estado Mayor General de la Fuerza Aérea entre 1976 y 1978. Posteriormente, entre 1977 y 1978, fue jefe de la I Brigada Aérea.
El 23 de agosto de 1982 fue designado embajador de Argentina en Canadá, por decreto S 418. Hacia el fin de la dictadura, en 1983, presentó su renuncia al cargo, la cual fue aceptada el 5 de diciembre de 1983, por resolución n.º 1555 del ministro Juan Ramón Aguirre Lanari.
En 1986 fue beneficiado por la Ley de Punto Final.
El 16 de julio de 2015 fue condenado a 25 años de prisión en el juicio por delitos de lesa humanidad cometidos en el centro clandestino de detención «Mansión Seré».